# Harry Reuss-Löwenstein
Harry Reuss-Löwenstein (* 27. Januar 1880 in Fulda; † 15. April 1966 in Hamburg) war ein deutscher Schriftsteller, Maler, Grafiker und Kunstkritiker.

## Leben und Wirken
Harry Reuss-Löwenstein war ein Sohn des Schauspielers Heinrich Reuss, der 1884 verstarb. Die ledige Mutter und Jüdin Franziska Löwenstein starb zwei Jahre nach der Geburt des Sohnes, der zu einem Onkel in Altona zog. Den Nachnamen seiner Mutter nahm er erst später an. Er plante, als Maler zu arbeiten, begann aber eine Berufsausbildung zum Kaufmann, die er jedoch nicht beendete. Von 1896 bis 1905 arbeitete er als Matrose und diente anschließend für drei Jahre bei der Marine.
1906 zog Reuss-Löwenstein nach Hamburg und ging an die dortige Kunstgewerbeschule. Danach belegte er am Allgemeinen Vorlesungswesen Kurse in Kunstgeschichte, Zeichnen und Literatur. In Finkenwerder malte er lange Zeit maritime und ländliche Gegenstände und lernte hier Eduard Bargheer kennen, mit dem ihn eine lebenslange Freundschaft verband.
Während des Ersten Weltkriegs leistete Reuss-Löwenstein Kriegsdienst und erhielt wiederholt Auszeichnungen. Danach hatte er aufgrund der wirtschaftlichen Situation Probleme, als Maler Geld zu verdienen. Anfang der 1920er Jahre hatte er Erfolge mit humoristischen Geschichten über Fischer, Handwerker und Arbeiter. Die Bücher versah er mit eigenen Zeichnungen. Außerdem sprach er Kurzgeschichten und Erzählungen ein, die im NORAG zu hören waren. Als Kunstkritiker schrieb er mit der Signatur "H.R.L." in den Zwanziger Jahren für den "Hamburger Anzeiger".
Reuss-Löwenstein stand in Verbindung mit Künstlern wie Hans Leip, Carl Albert Lange, Bruno Karberg und Hans Harbeck. Als Kunstkritiker schrieb er mehrere Jahrzehnte für den Hamburger Anzeiger und leitete die Jugendbeilage. Er wirkte im literarischen Kabarett „Die Jungfrau“ mit, die im Scala bei den Hohen Bleichen in Hamburg aufgeführt wurde. 1920 trat er an der Seite von Conrad Kayser in dem Sketch „Die Jungfrau mit der Dauerwurst“ auf. Die Klavierbegleitung übernahm dabei Peter Kreuder. Reuss-Löwenstein spielte eine wichtige Rolle für die Hamburger Künstlerfeste, insbesondere seine Rolle als Tarzan 1927 machte ihn bekannt.
1932 vermittelte Max Brauer Harry Reuss-Löwenstein und seiner Ehefrau und Malerin Else Ritter eine Wohnung in Witts Park in Blankenese, der sich zu seinem bevorzugten Motiv entwickelte. Während der Zeit des Nationalsozialismus galt er als „Halbjude“, schrieb jedoch weiterhin kritisch. Im Januar 1934 verfasste er einen Nachruf auf Max Sauerlandt, im Februar 1935 eine Würdigung Max Liebermanns, die der Gauleitung der NSDAP missfiel. Mit dem formellen Ausschluss aus der Reichsschrifttumskammer am 9. April 1936 erhielt Reuss-Löwenstein de facto ein Berufsverbot. Er selbst schrieb hierzu später, dass er als „Volksschädling“ angesehen wurde. Bis Kriegsende wurde er im Berufs- und Privatleben ausgegrenzt. Axel Springer, der Reuss-Löwenstein monatlich Geld zukommen ließ, verlegte bei Hammerich & Lesser trotzdem den Roman Die Maaten von der Pensacola, der unter dem Pseudonym „Carl Klick“ erschien.
Nach 1945 erhielt Reuss-Löwenstein zahlreiche Auszeichnungen. Anlässlich seines 50. Geburtstags veranstaltete der Hamburger Senat ein Senatsfrühstück, das im Wohnhaus an der Neuen Rabenstraße 2 stattfand. Hier trafen sich viele Künstler, Politiker, Unternehmer und Autoren. Dazu zählten Axel Springer, Rudolf Augstein, Ludwig Benninghoff und Journalisten des NWDR wie Axel Eggebrecht und Peter von Zahn. Als Vorsitzender des Schutzverbandes Deutscher Schriftsteller für Norddeutschland übernahm Reuss-Löwenstein 1949 einen Präsidentenposten im Verband deutscher Autoren. Dabei setzte er sich für die Gründung der Deutschen Akademie für Sprache und Dichtung ein.
In den 1950er Jahren übersetzte Reuss-Löwenstein gemeinsam mit seiner Ehefrau Kriminalromane von Eric Ambler und Andrew Garve.
Harry Reuss-Löwenstein starb viele Jahre vor seiner Ehefrau, die zahlreiche Gemälde ihres Mannes später der Freundin Alice Berndt übergab. Diese Bilder waren 2005 bei Ausstellungen in Finkenwerder und Blankenese zu sehen.